# Cisell de tall dentat

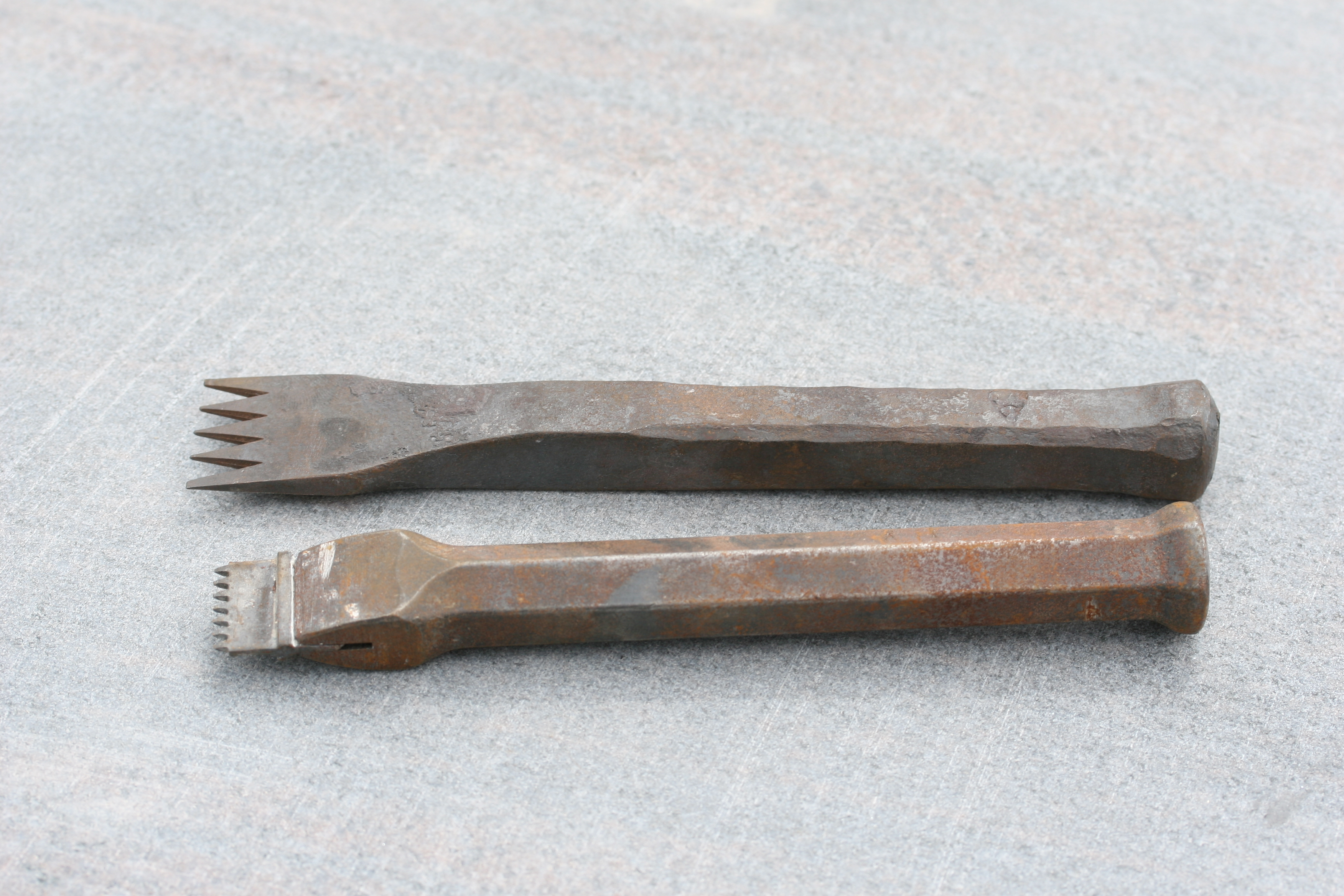
Dues gardines: Una de cinc dents i una de set dents amb tall desmuntable.

Un cisell de tall dentat, també anomenat gardina, és un cisell amb un tall molt prim que té entre tres i sis dents. S'utilitza per a tallar pedra.
Permet el desbastat de la pedra amb certa facilitat i deixa unes estries paraleles que permeten visualitzar l'estat de la superfície treballada.

## Tipus de gardines
Hi ha diversos tipus de gradines o cisells dentats.
- Una primera classificació consideraria les dimensions exteriors de cada eina.
- Una altra classificació es basaria en el nombre de dents del caire tallant.
- Hi ha cisells d'una sola peça i cisells amb tall desmuntable

En qualsevol cas cal considerar i comparar les dimensions de cada dent i l'espai que hi ha entre cada dent. Un cisell petit amb menys dents pot deixar la mateixa marca (tot i que més estreta) que un cisell més gran i amb més dents. Només cal que el perfil de tall (dents, interdentat) sigui el mateix.
- Els francesos distingeixen entre la gardina plana (« la gradine plate » de 4 dents) i la gardina de gra d'ordi (« garine à grain d'orge » de 6 dents).[2]